# 吴昌期 (1936年)
吴昌期（1936年1月—），男，江西南昌人，中华人民共和国政治人物，曾任安徽省人民政府副省长，安徽省人大常委会副主任。